# Rhagoletis meigenii
Rhagoletis meigenii is een vlieg uit de familie van de boorvliegen (Tephritidae). De wetenschappelijke naam van de soort werd als Trypeta meigenii in 1844 gepubliceerd door Hermann Loew.